# Dialecte de la Colonia Tovar
El dialecte de la Colonia Tovar, o Alemán Coloniero, és un dialecte parlat a la Colonia Tovar, Veneçuela, que pertany a la branca del baix alamànic, dins de l'alemany. El dialecte, com altres dialectes alamànics, no és mútuament intel·ligible amb l'alemany estàndard. És parlat pels descendents dels alemanys de la Selva Negra, al sud de la regió de Baden, que varen emigrar a Veneçuela el 1843. La majoria de parlants també parlen castellà, i la llengua ha adquirit múltiples manlleus d'aquesta llengua.